# 12e régiment de dragons (France)
Pour les articles homonymes, voir 12e régiment.
Le 12e régiment de dragons (ou 12e RD), est une unité de cavalerie de l'armée française, créé sous la Révolution à partir du régiment d'Artois dragons, un régiment de cavalerie français d'Ancien Régime actuellement dissoute.

## Création et différentes dénominations
- 1791 : 12e régiment de dragons à partir du régiment d'Artois[1]
- mai 1814 : dragons d'Orléans[1]
- mars 1815 : 12e régiment de dragons[1]
- juin 1815 : licenciement[1]
- 1825 : recréé comme 12e régiment de dragons
- 1923 : dissolution
- septembre 1939 : 12e régiment de dragons portés
- janvier 1940 : dissolution
- de 1944 à 1945 : recréation à partir du Corps Franc Bayard ou Groupement de Segonzac, appelé de manière non officielle « 3e régiment de dragons »
- septembre 1962 : dissolution par changement de nom en 2e régiment de hussards

## Chefs de corps

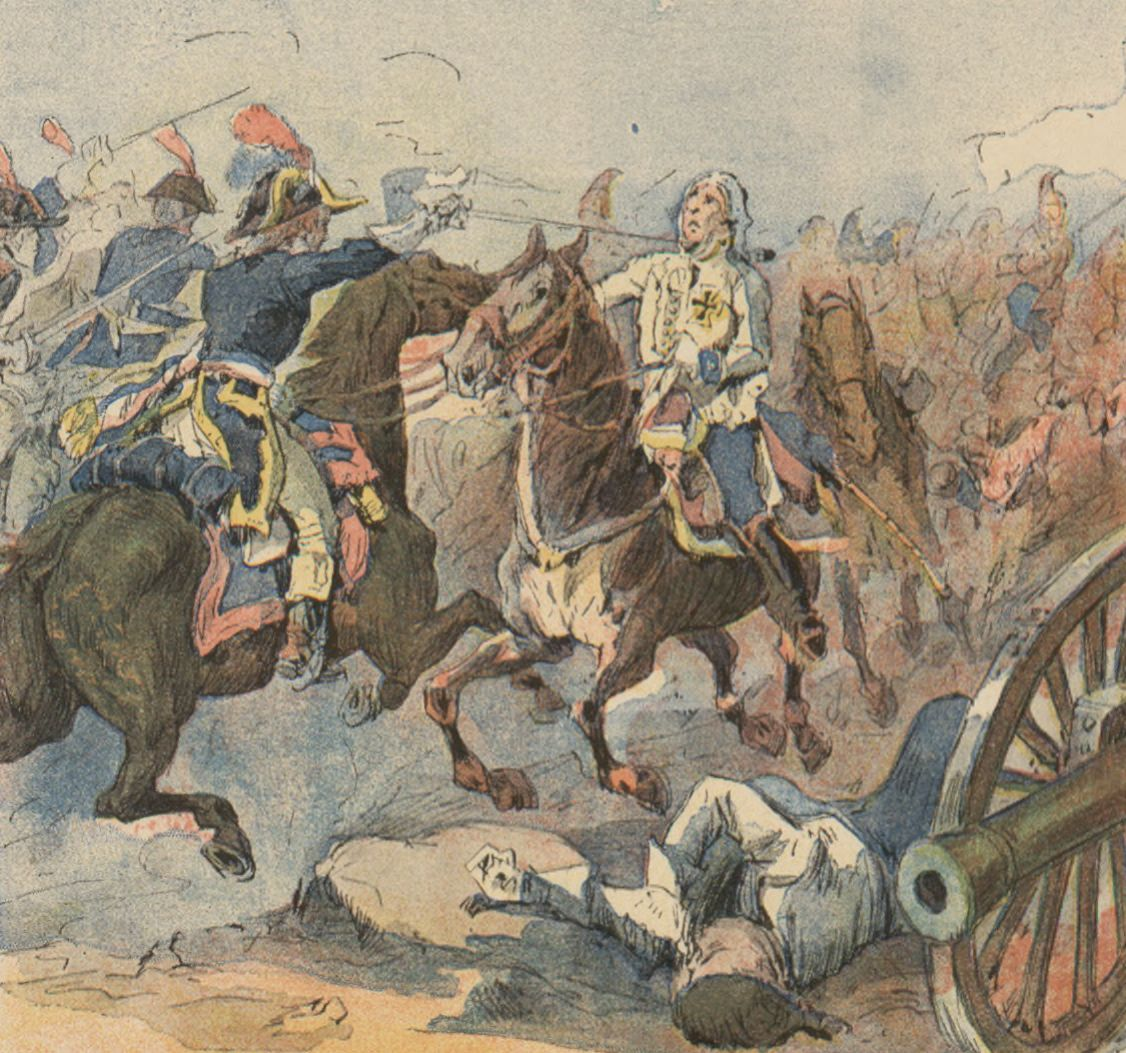
Le chef de brigade Pagès, à la tête du, tue un général autrichien à Juliers lors d'une escarmouche en 1794.

### De 1675 à 1815
Liste donnée (jusqu'en 1815) par le général Susane
1. 5 février 1675 : Esprit de Jousseaume de La Bretesche  ;
2. 19 février 1682 : Claude Hatte de Chevilly  ;
3. 6 septembre 1688 : Anne III de Grimoard de Caylus  ;
4. 8 avril 1696 : Lautrec (N. de Foix, comte de)  ;
5. 8 mars 1705 : Lautrec (N. de Foix d'Ambres, chevalier de) ;
6. 1720 : Rochepierre (N., chevalier de)  ;
7. 6 septembre 1728 : Louis-Claude d'Harcourt ;
8. 7 juin 1743 : François-Henri d'Harcourt ;
9. mai 1748 : Anne-François d'Harcourt ;
10. mai 1758 : Emmanuel-François de Grossoles ;
11. 1er décembre 1762 : Gabriel-Augustin de Franquetot  ;
12. 27 novembre 1765 : Jean-Pierre de Damas d'Anlezy ;
13. 20 mai 1774 : Jean-François de Pérusse d'Escars  ;
14. 10 mars 1788 : François de Pérusse d'Escars  ;
15. 25 juillet 1791 : Charles-Michel-Gautier de Launay de Vallerie ;
16. 24 octobre 1791 : Pierre de La Lande de Hinx  ;
17. 5 février 1792 : Louis-Henri de Beffroy ;
18. 26 octobre 1792 : Raymond Gaspard de Bonardi de Saint-Sulpice ;
19. 25 septembre 1793 : Jacques Vivien ;
20. 29 septembre 1793 : Cerfontaine (N. de) ;
21. 1er octobre 1793 : Joseph-Samuel Raison ;
22. 10 avril 1794 : Jean-Baptiste Fiquet) ;
23. 13 juin 1794 : Joseph Pagès ;
24. 13 janvier 1806 : Louis François Félix Girault de Martigny ;
25. 14 août 1809 : Jean Gabriel Marie Merlhes ;
26. 9 août 1812 : Alexis Bessard-Graugniard ;
27. 19 avril 1815 : Joachim-Irénée-François Bureaux de Pusy.

### De 1825 à 1962
1. 1851 - 1862 : colonel de Labareyre (voir Jean Henri Louis Eugène Garnier de Labareyre)
2. 1862-1870 : colonel Nicolas de Bigault d'Avocourt (voir Famille de Bigault)
3. 1901 : colonel Gaudin
4. 1906 - 1907 : colonel d'Urbal[3]
5. ? - 3 août 1914 : commandant de Lafont[4]
6. 3 - 15 août 1914  : lieutenant-colonel Maissiat[5][6]
7. août - octobre 1914 : commandant de Lafont[6]
8. octobre 1914  - mars 1918 : colonel L'Hotte[7]
9. mars 1918 - ? : lieutenant-colonel Conigliano[7]
10. 1940 : colonel Guy Schlesser[3]
11. 1951-1953 : colonel Édouard Soula
12. 1955 - 1956 : lieutenant-colonel Deluc[8]
13. 1956 : lieutenant-colonel de Chabot[8],[9]
14. 1956 - 1958 : lieutenant-colonel Perrodon[8]
15. 1958 - 1962 : lieutenant-colonel Fajeau[8]
16. 1962 : colonel Méry[8]

## Historique des garnisons, combats et batailles

### Guerres de la Révolution et de l’Empire

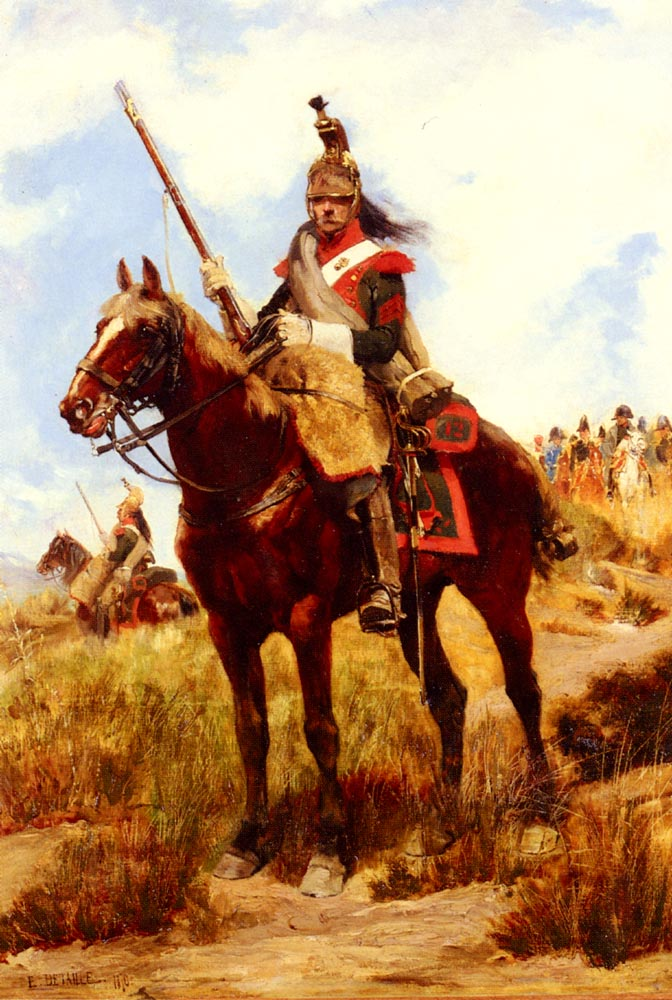
Un cavalier du de la Grande Armée

Affecté à l'armée du centre, il participe aux batailles de Valmy (20 septembre 1792) et de Jemmapes (6 novembre 1792). En 1793, il combat au siège de Maubeuge et à la bataille de Wattignies.
En 1794, le régiment rejoint l'armée du Nord et combat à la bataille de Fleurus. Il combat ensuite à l'armée du Rhin en 1795-1796 puis à l'armée d'Italie en 1797. Il participe notamment à la bataille de Marengo puis le 2 décembre 1805 à Bataille d'Austerlitz. En 1806 il prend part à la Campagne de Prusse et de Pologne puis le 14 octobre de la même année, à la Bataille d'Iéna.
Le 8 février 1807, il participe à la bataille d'Eylau contre les Russo-Prussiens. Le 10 juin, ses charges à la bataille d'Heilsberg sont remarquées.

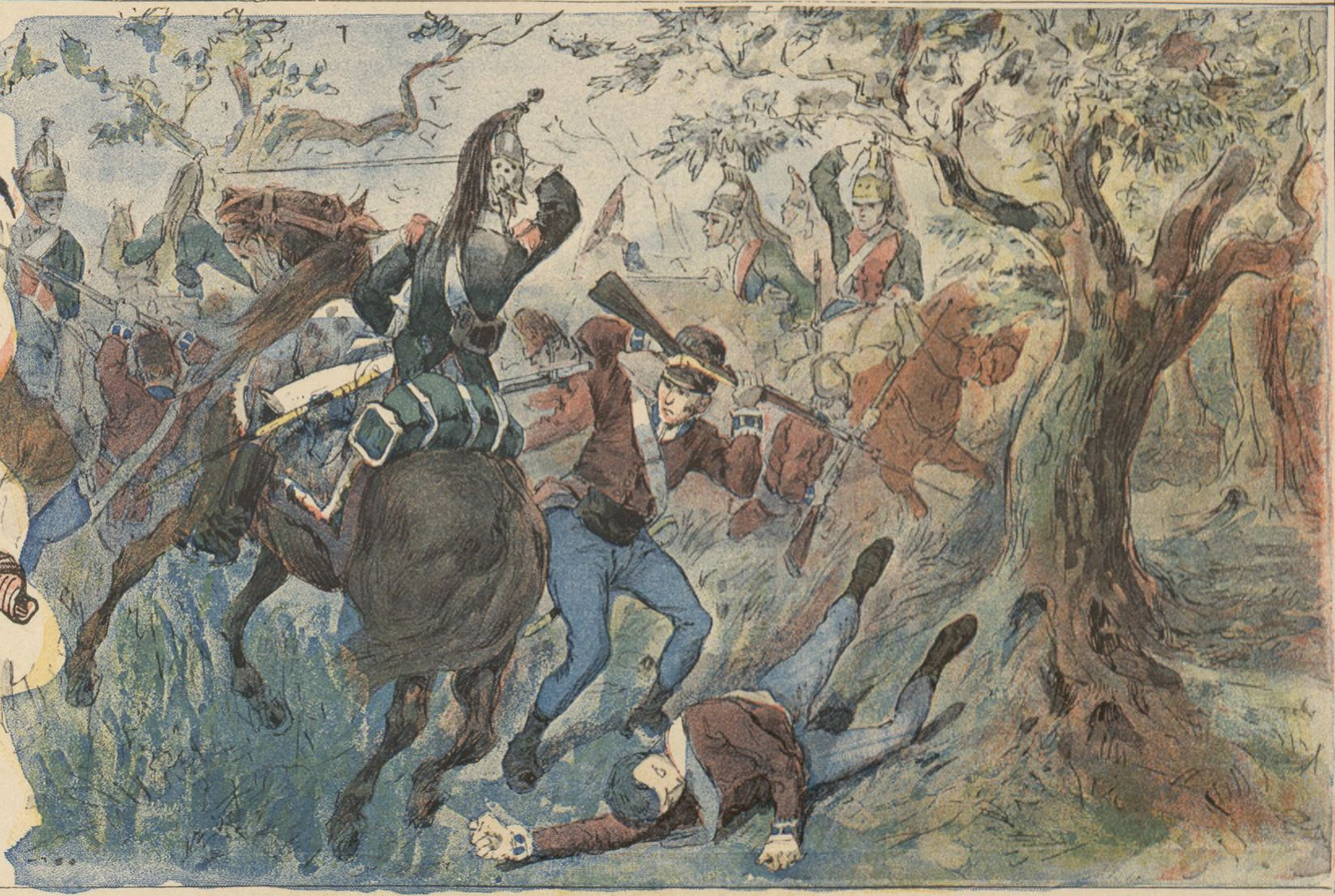
Charge du contre l'infanterie espagnole à la bataille d'Ocaña (1809)

Le régiment participe à la campagne d'Espagne à partir de 1808. Le 19 novembre 1809, il participe à la charge qui met en déroute l'infanterie espagnole à la bataille d'Ocaña puis capture des prisonniers lors de la poursuite En 1813, le regiment participe à Campagne d'Allemagne puis du 16-19 octobre à la Bataille de Leipzig. En 1814 il participe à campagne de France et le 28 mars de cette année à  la Bataille de Claye et au Combat de Villeparisis
Il combat enfin à la bataille de Ligny pendant les Cent-Jours.

### De 1825 à 1852

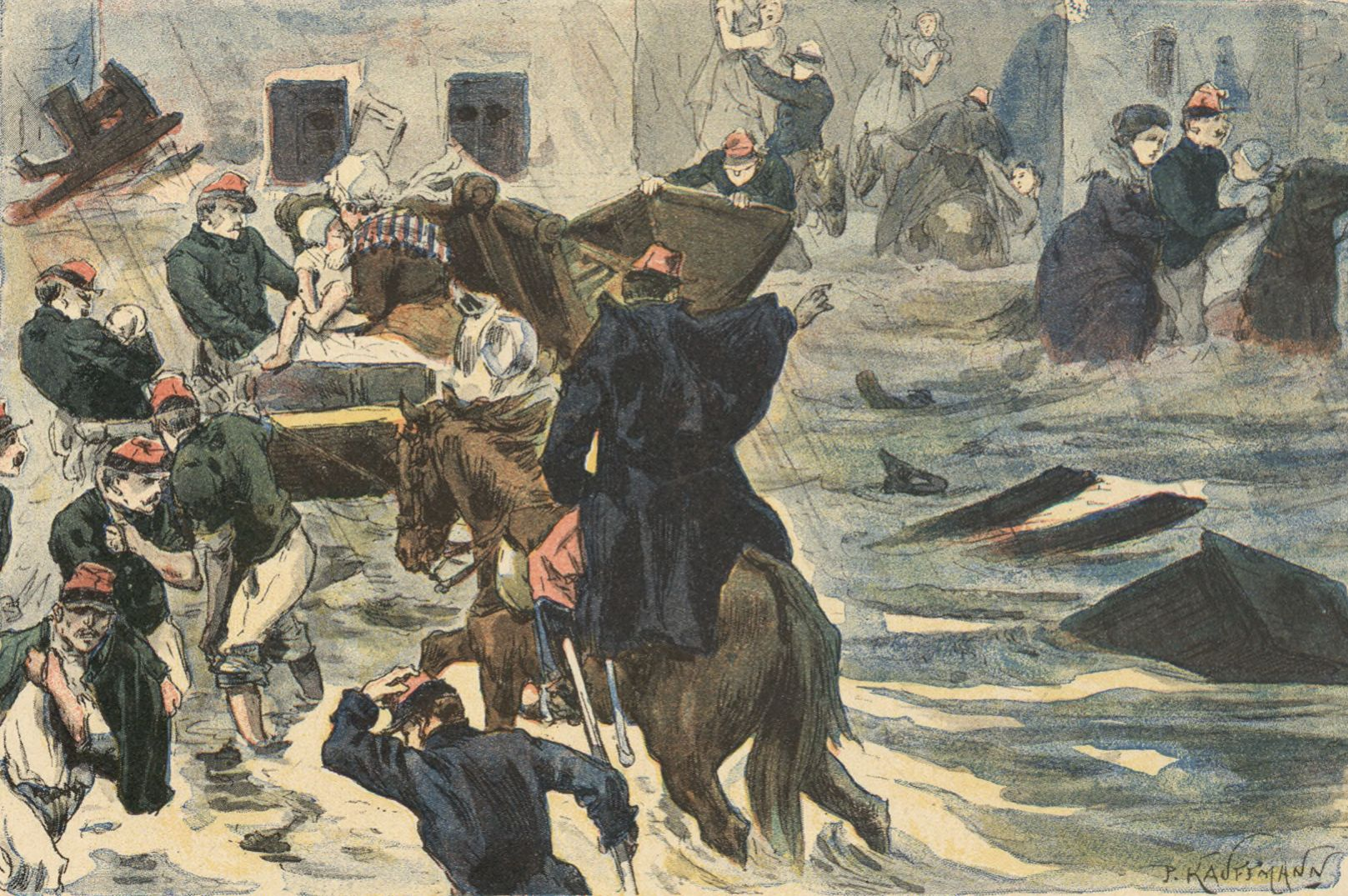
Illustration de aidant la population de Saint-Étienne pendant l'inondation

Le 12e dragons est recréé en 1825. En 1831, sous la monarchie de juillet, il est envoyé réprimer la révolte des canuts de Lyon. Le 10 juillet 1849, le régiment est en garnison à Saint-Étienne lorsque la ville est touchée par des inondations. Pendant deux jours et une nuit, le régiment se distingue en portant secours à la population[réf. souhaitée].

### Second Empire

La défense de Forbach le 6 août 1870.

Le régiment combat pendant la guerre franco-prussienne de 1870 au sein de la 2e division de cavalerie de l'armée du Rhin. Le régiment est remarqué le 6 août 1870, à la bataille de Forbach-Spicheren : deux escadrons du 12e dragons et une compagnie du génie tiennent avec succès le flanc français à Forbach[réf. souhaitée]. Le 8 août le régiment combat à Grostenquin avec le 7e régiment de dragons. À la bataille de Rezonville le 16 août, il charge le 7e régiment de cuirassiers.
Le 26 novembre 1870 a lieu le combat de Lorcy où est engagé un escadron du 12e dragons.

### De 1871 à 1914
Le régiment est renforcé en 1896. Caserné à Troyes, le régiment quitte cette ville pour Pont-à-Mousson en 1900. Il revient à Troyes en 1913.

### Première Guerre mondiale

#### 1914
Stationné à Troyes, avec des éléments à Toul, le régiment se met sur le pied de guerre à partir du 31 juillet 1914, avec 4 escadrons. Le soir le régiment traverse Nancy sous les acclamations de la population pour rejoindre Saint-Nicolas-de-Port. Le 2e escadron est mis à la disposition de la 39e division d'infanterie à Art-sur-Meurthe. Le 2 août 1914, jour de la mobilisation générale, le 1er escadron est à Vitrimont avec l'état-major et le 3e et le 4e escadrons sont à Deuxville.

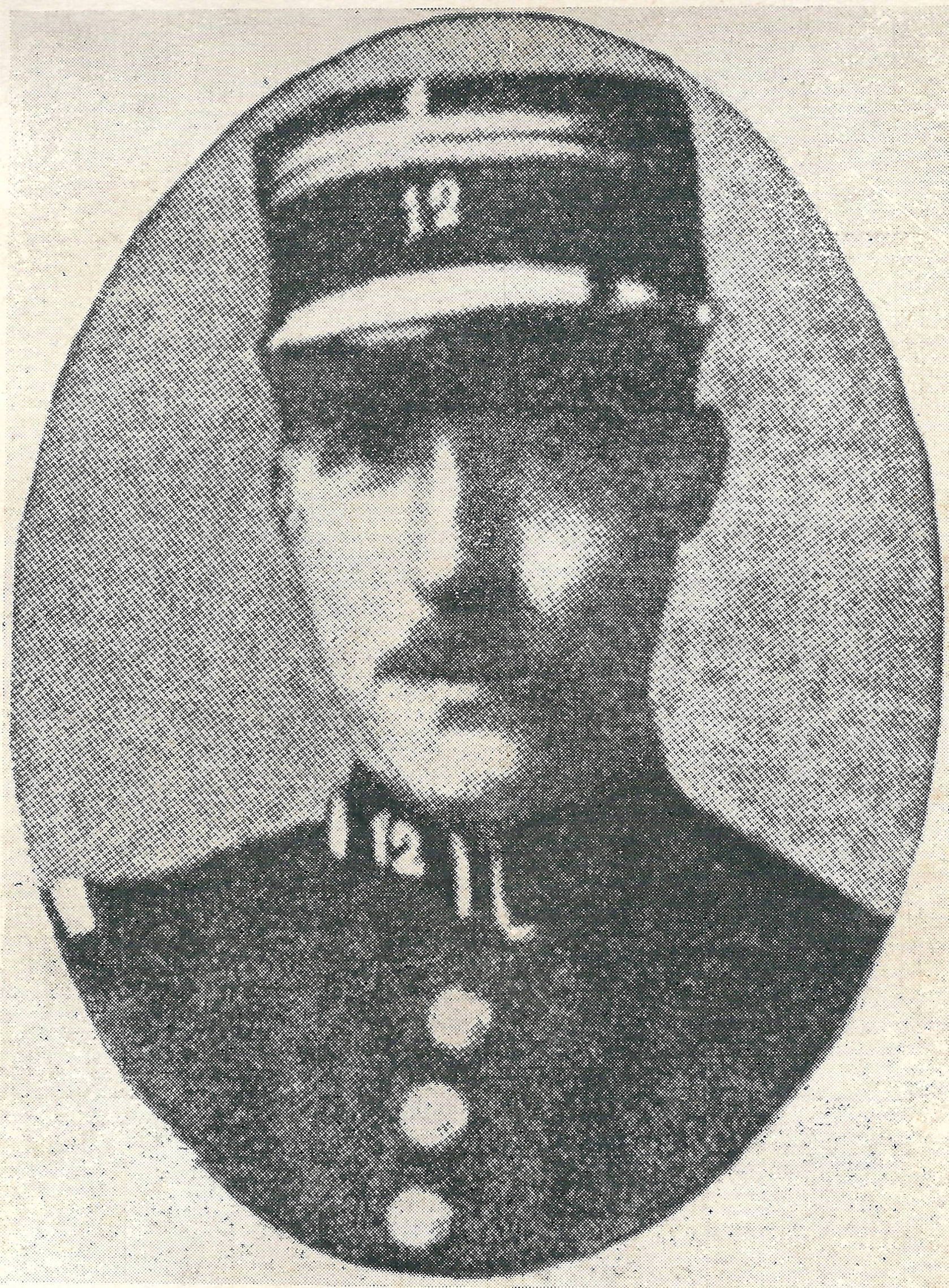
Le lieutenant de Lattre de Tassigny du en 1914.

Le 3 août, une escouade de sept dragons du 2e escadron, menés par le lieutenant Bruyant, rencontre à Réméréville une patrouille du 14e régiment d'uhlans (de) de Saint-Avold. Le chef de la patrouille allemande, le lieutenant Dickmann est tué, ainsi qu'un autre uhlan. Le 2e escadron au complet rejoint le reste du régiment le lendemain. Le 11 août, le régiment soutient l'attaque du 15e corps d'armée à Lagarde en envoyant des patrouilles. Le lieutenant de Lattre se fait remarquer en menant une « reconnaissance hardie ».
Le 17, la 2e division de cavalerie dont fait partie le régiment part avec tout le 1er corps de cavalerie en direction de Sarrebourg. Le 18, le 12e dragons est accroché au niveau de Langatte mais le régiment n'est pas engagé dans les combats autour de Gosselming (bataille de Sarrebourg). Entre le 18 et le 20, la cavalerie française ne parvient pas à avancer et la dégradation de la situation militaire la force au repli. Le régiment assure l'arrière garde de sa division qui se replie jusqu'à Villacourt le 24 août.
Le régiment rejoint la bataille de Rozelieures le lendemain mais n'y joue pas un grand rôle, la cavalerie n'étant pas destinée à charger l'infanterie. En septembre, les dragons mènent de nombreuses reconnaissances dans la Woëvre. En particulier, le régiment défend Bouconville du 22 au 23. Le régiment rejoint les tranchées entre Apremont et Gironville à partir du 1er octobre. Mi-octobre, la division rejoint la région de Toul puis celle de Blainville-sur-l'Eau et Rosières-aux-Salines. Le régiment mène de petites opérations à cheval dans la direction d'Arracourt jusqu'au 23 novembre 1914. Il cesse de participer aux combats à cette date et, stationnant à Rosières-aux-Salines, s'entraîne jusqu'au 22 janvier 1915.

#### 1915
À partir du 22 janvier jusqu'au 2 mars 1915, les deux moitiés du régiment se relaient dans les tranchées de Mazerulles et de la ferme Ranzey (Athienville).

### Entre-deux-guerres
Caserné à Colmar, le régiment est dissout en 1923.

### Seconde Guerre mondiale

#### 1939
Le régiment est recréé dès le 2 septembre 1939. Il est alors rattaché à la 2e brigade de dragons portés de Réserve Générale, sous le nom le 12e régiment de dragons portés. Pendant la première partie de la « drôle de guerre », cette brigade est affectée en soutien à la 2e division légère mécanique.
Au cours du mois de novembre 1939, les deux brigades de dragons portés sont dissoutes pour mettre sur pied une 3e division légère mécanique, et basculer les trois divisions de cavalerie en six nouvelles divisions légères.
Au cours du mois de décembre 1939, le régiment n'ayant pas atteint le niveau suffisant d'équipement, il est dissous et ses anciens effectifs sont ventilés dans plusieurs unités, comme le 11e dragons, pour tout le 3e bataillon et dans différents bataillons de dragons portés des divisions de Cavalerie qui sont alors modifiés en divisions légères.

#### 1944-1945
Le 12e régiment de dragons renaît en 1944, issu du maquis de la zone A du Tarn formé par le Commandant Pierre Dunoyer de Segonzac, dit « Commandant Hughes » et ancien directeur de l'école des cadres d'Uriage. Après la libération de Castres, le maquis établit dans le Quartier Fayolle un centre de recrutement pour la 1re armée française, récemment débarquée sur le littoral méditerranéen et qui combat dans la vallée du Rhône[réf. nécessaire]. Castres étant la ville de garnison du 3e régiment de dragons, nombreux en sont les anciens officiers qui s'engagent dans la nouvelle unité. Le commandant de Segonzac se voit pressé de donner la dénomination « 3e régiment de dragons de reconnaissance » à cette unité, un peu contre son goût. Cependant il ne veut pas décourager l'élan « louable mais tardif » de ces officiers[réf. nécessaire].
En effet, durant la période de l'Armée de Vichy, le 3e régiment de dragons n'a pas fait preuve d'une grande volonté pour préparer le camouflage de ses armes et matériels en cas d'occupation de la zone libre par l'armée allemande[réf. nécessaire]. Et lorsque celle-ci a eu lieu en novembre 1942, ce sont des hommes de ce régiment qui ont participé à l'arrestation du Général de Lattre de Tassigny, devenu par la suite commandant de la 1re arméef Française.
C'est pourquoi, ayant appris la re-création du 3e régiment de dragons par le commandant de Segonzac, le 23 septembre 1944, le général enjoint à celui-ci d'en changer la numérotation et de prendre le no 12, qui était celui de son régiment en 1914.
C'est ainsi que le 12e Régiment de Dragons rejoint la 1re Armée Française à Remiremont, dans le rôle d'unité d'infanterie, attaché aux ordres d'un régiment de Spahis[réf. souhaitée].

### De 1945 à nos jours
Le 12e Régiment de Dragons est basé en RFA à Reutlingen jusqu'en 1955, avant son départ pour le Maroc le 4 septembre de cette même année. En juillet 1956, il est positionné en Algérie et y reste jusqu'à la fin de la guerre d'indépendance algérienne. Il embarque le 21 août 1962 pour son retour en Métropole ; il est dissous le 1er septembre 1962 à Orléans pour devenir aussitôt le 2e Régiment de hussards.

## Traditions et uniformes

### Étendard

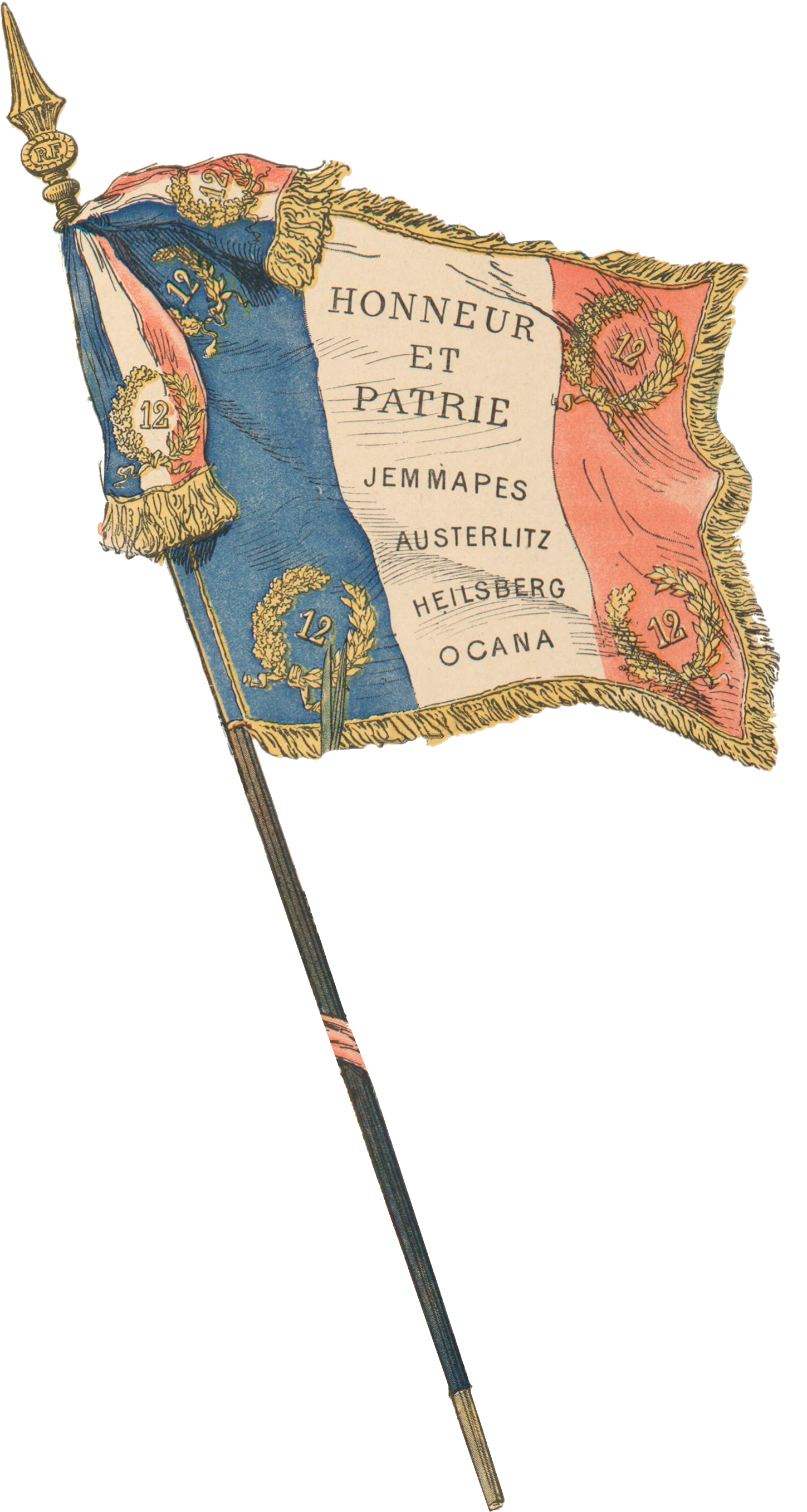
L'étendard du en 1892.

Il porte, cousues en lettres d'or dans ses plis, les inscriptions suivantes,
- Valmy 1792
- Jemmapes1792
- Austerlitz1805
- Heilsberg 1807
- Ocana 1809
- Flandres 1918
- L'Aisne 1918
- Roulers 1918
- Vosges 1944
- AFN 1952-1962

### Insigne
Sur l'insigne du régiment de 1955 à 1965, on trouve la croix pattée d'hermine empruntée aux armes du marquis de la Bretesche.

### Personnages célèbres ayant servi au12eRégiment de Dragons
- César Antoine Roize alors cavalier au régiment d'Artois dragons
- Charles-Marie-Augustin, comte de Goyon (1803-1870), général de division, lieutenant-colonel au 12e dragons vers 1841-1845.
- François René Boullaire, capitaine en 1900
- Gaston Bachelard en 1906-1907 comme cavalier télégraphiste.
- Jean de Lattre de Tassigny, lieutenant en 1914 ;
- Francis Lemarque, auteur compositeur interprète, comme engagé volontaire en 1944-1945.